# 159. Infanterie-Division (Wehrmacht)
Die 159. Infanterie-Division war ein militärischer Großverband der Wehrmacht während des Zweiten Weltkriegs.

## Divisionsgeschichte

### 159. Division und Division Nr. 159
Die 159. Division wurde am 26. August 1939 aus dem „Kommandeur der Ersatztruppen IX“ gebildet und formal am 9. November 1939 in Kassel im Wehrkreis IX aufgestellt. Am 1. Januar 1940 erfolgte die Umbenennung in Division Nr. 159. Am 11. Januar 1940 wurde die Division nach Frankfurt am Main, ebenfalls Wehrkreis IX, verlegt.

### 159. Reserve-Division
Am 1. Oktober 1942 erfolgte die Umgliederung der Division und die Aufteilung in zwei Reserve-Divisionen, eine davon die 189. Reserve-Division. Die Reste der Division wurden in 159. Reserve-Division umbenannt und nach Bourg, der Heeresgruppe D zugeteilt, verlegt. Anfang 1943 war die Division dem LXXX. Armeekorps der 1. Armee unterstellt, später im Jahr bis Anfang 1944 dann im LXVI. Armeekorps. Anfang 1944 folgte die Verlegung der Division aus Mittelfrankreich nach Südwestfrankreich an die Atlantikküste, wieder der 1. Armee zugeteilt. Mit dem Wechsel nach Belfort im August 1944 folgte die Unterstellung in die Heeresgruppe G und die Zuordnung der Division zur 19. Armee.

### 159. Infanterie-Division
Am 29. September 1944 erfolgte eine erneute Umbildung der Division, welche bei den Rückzugskämpfen und bei Belfort (s. u.) zerrieben wurde. Es folgte eine Auffrischung zur 159. Infanterie-Division.

## Einsätze

### Einsatz in Südfrankreich
Danach wurde sie nach Bourg in Frankreich und am 8. Januar 1944 nach Südfrankreich verlegt und zum Schutz der Atlantikküste eingesetzt.
Der Gefechtsstand befand sich in Labouheyre im Arrondissement Mont-de-Marsan.
Die Division hatte den Auftrag, etwa 300 km Küste von der spanischen Grenze bis zur Mündung der Gironde in den Atlantik zu sichern. Dazu gehörte der Ausbau der Verteidigungsanlagen und die laufende Ausbildung im Küstensicherungsdienst. Die Division bestand aus vier Regimentern, darunter das Infanterie-Regiment (ind.) 950, das aus indischen Studenten in Deutschland und ehemaligen indischen Kriegsgefangenen aufgestellt worden war.
Nach der Invasion im Juni 1944 wurden einzelne Bataillone und Kompanien an die in der Normandie kämpfenden Truppen abgegeben.
Die Indische Legion wurde im August 1944 nach Deutschland geschickt, in die Waffen-SS eingegliedert und kämpfte dann wieder in Frankreich in Raum Poitiers.
Mitte August 1944 wurden der Division sämtliche Teile der Wehrmacht und der Organisation Todt (Heer, Kriegsmarine, Luftwaffe, Feldkommandanturen, Arbeitsdienst usw.), soweit sie sich im südlichen Atlantikraum befanden, unterstellt. Dazu gehörten etwa 40.000 deutsche Zivilpersonen (Frauen und Männer), die bei Kämpfen nicht eingesetzt werden konnten.

### Rückzug aus Bordeaux
Der Divisionskommandeur Generalleutnant Albin Nake berief seinen Stab und die Kommandeure der Division in ein schlossähnliches Haus, das einem Weingutsbesitzer und Universitätsprofessor in Bordeaux gehörte und erörterte mit ihnen die möglichen Alternativen: Marsch in nördlicher Richtung in den Raum Angoulème und dann nach Osten in Richtung deutscher Grenze, Verteidigung in den nur behelfsmäßig ausgebauten festen Plätzen in Bordeaux und Bayonne, sowie Abmarsch nach Süden und Internierung in Spanien. Eine deutliche Mehrheit sprach sich für einen Marsch zur deutschen Grenze mit allen kampffähigen Kräften unter Verwendung aller motorisierten Fahrzeuge aus. Die übrigen Teile sollten ebenfalls Richtung Norden zu Fuß, auf Fahrrädern und pferdebespannten Wagen abmarschieren.
General Nake und seinem Divisionsstab war klar, dass man mit etwa 50.000 Menschen, von denen nur etwa 10.000 kampffähig waren, den engen Schlauch bei Bordeaux nur dann passieren konnte, wenn die Franzosen Freies Geleit zusicherten. General Nake ersuchte daher unmittelbar nach der Kommandeursbesprechung den Präfekten von Bordeaux Maurice Sabatier um eine Unterredung, die nachts in der Präfektur stattfand. In dieser Besprechung wurde der freie Abzug bis in den Raum Angoulème (etwa 120 km von Bordeaux entfernt) zugesagt unter folgenden Bedingungen:
- Nichtzerstörung des Hafens von Bordeaux
- Nichtzerstörung des Hafens von Bayonne
- Nichtzerstörung des Elektrizitätswerks von Mont-de-Marsan
- Nichtzerstörung der Brücke Pont de Pierre über die Garonne in Bordeaux.
- Übergabe der Bekleidung und Lebensmittelvorräte
- Zurücklassung der Gefangenen (Maquis)

Bezüglich der ersten drei Zerstörungen lag ein ausdrücklicher Befehl Hitlers vor. Die Sorge um das Schicksal der Nichtsoldaten und die Verantwortung, die kampfkräftigen Teile der Division ohne Verluste zurückzuführen, haben Nake aber dazu bewogen, das Angebot des Präfekten anzunehmen. Dabei wurde festgelegt, dass die deutschen Truppen bis zum 27. August um Mitternacht Bordeaux verlassen sollten und dass ab 0:00 Uhr des 28. August französische Truppen in die Stadt einziehen würden. Die Franzosen hielten sich an ihre Zusage.
Die Division marschierte durch die Stadt Bordeaux, während die Franzosen schweigend an den Straßenrändern standen. Die Division hatte keine Verluste mit Ausnahme einer Kompanie, die befehlswidrig nach Nordosten abbog und deshalb verschollen ist.

### Marschgruppe Elster
Die Führung der nichtmotorisierten Teile wurden dem Generalmajor Botho Henning Elster, dem Feldkommandanten von Mont-de-Marsan, übertragen, dem Nake in einem 4-Augen-Gespräch freie Hand gelassen und ihn aufgefordert hatte, alle unnötigen Verluste zu vermeiden. Elster kapitulierte später im Raum Poitiers gegenüber den amerikanischen Truppen. Vermittelt durch Résistance-Mitglieder nahm Elster Kontakt zu den Amerikanern auf und handelte die Bedingungen aus. Da Elster der Résistance großes Misstrauen entgegenbrachte, wurde ihm gestattet, die Bewaffnung bis zur endgültigen Übergabe zu behalten. Nach einem letzten mehrtägigen Marsch nach Norden ergab sich Elster am 16. September 1944 mit 18.850 Soldaten und 754 Offizieren auf der Loire-Brücke von Beaugency formell mit allen militärischen Ehren dem US-General Robert C. Macon von der 83rd Infantry Division. Dafür wurde er noch kurz vor Kriegsende, am 7. März 1945, in Abwesenheit vom Reichskriegsgericht wegen „gefährlicher und falsch verstandener Menschlichkeit“ zum Tode verurteilt.

### Marsch bis Besançon
Der Rest der Division mit den motorisierten Kräften marschierte über Poitiers und Angoulème und erreichte am 4. September nach etwa 1000 km-Marsch den Raum nördlich von Besançon. Die Division war bis zu diesem Zeitpunkt auf sich alleingestellt. Am 4. September 1944 stürzte General Nake beim Überqueren der Straße in Vesoul über ein zwischen zwei Fahrzeugen gespanntes Seil und erlitt einen Bruch der Schulter und war nicht mehr dienstfähig. In britischen Zeitungen wurde berichtet, dass Nake bei einem feindlichen Luftangriff schwer verwundet, aber nicht gefangen genommen wurde. Dies entspricht aber nicht den Tatsachen. Der dienstälteste Regimentskommandeur Oberst Hölzel war nicht bereit, die Führung der Division zu übernehmen, sondern in der schwierigen Lage sein Regiment nicht verlassen wollte, wurde Generalleutnant Otto Kohl, der vorher als General des Transportwesens West tätig war, von dem General der Infanterie Ernst Dehner, als Divisionskommandeur eingesetzt. Dehner befahl, nachdem die 11. Panzer-Division schon Besançon verlassen hatte, die Division in die Stadt zu führen und sie zu halten, um den deutschen Verbänden die Möglichkeit zu geben, eine neue Verteidigungslinie aufzubauen. Kohl führte den Befehl von Dehner, der inzwischen die Stadt verlassen hatte, nur teilweise aus. Zwei Regimenter bezogen am 6. September 1944 in der Stadt Stellung, während der Divisionsstab und das 3. Regiment unter dem Kommando von Oberst Hölzel gegen den Befehl von Dehner auf den Höhen nördlich von Besançon verblieb. Nach viertägigen Kämpfen gegen starke Kräfte der alliierten Streitkräfte, die von den bewaldeten Höhen die Stadt angriffen, kapitulierten die beiden Regimenter und gerieten in Gefangenschaft. Nur wenige Teile der eingeschlossenen Truppen konnten ausbrechen.
Am 29. September 1944 wurde die Division in 159. Infanterie-Division umbenannt. General Kohl wurde am 10. Oktober durch den Generalmajor der Reserve Friedrich-Wilhelm Dernen abgelöst, der wenigstens das Regiment Hölzel als kampffähigen Verband und den Divisionsstab zur Verfügung behielt, mit denen er nach kurzer Zeit mit neuen Einheiten einen einigermaßen kampfkräftigen Verband aufstellen konnte. Er wurde am 11. Dezember 1944 durch Generalmajor Heinrich Bürcky, der bis zur Gefangennahme am 20. April 1945 die Division führte, abgelöst.

### Schlacht an der Burgundischen Pforte (Belfort Gap)
Nachdem die deutschen Truppen bis September 1944 den herannahenden alliierten Truppen in Frankreich kaum Widerstand geleistet hatten, wurde an der Burgundischen Pforte, einem Korridor von relativ flachen Gelände, das zwischen den Vogesen und Jura an der Schweizer Grenze, und ein Tor zur Rhein bildet, im Raum Belfort eine Auffangstellung u. a. durch das Generalkommando Dehner, das am 15. November offiziell die Bezeichnung „Generalkommando LXIII Armeekorps erhielt“, gebildet. Dieses Armeekorps bestand zunächst aus den 159., 189. und 338. Infanterie-Divisionen. Nach schweren Kämpfen gegen überlegene alliierte Kräfte, zu denen auch die 1. französische Armee unter ihrem Kommandeur General Jean de Lattre de Tassigny gehörte, wurde Belfort am 20. November von den Alliierten eingenommen und die deutschen Truppen zogen sich nach schweren Verlusten in den Raum Elsass-Lothringen zurück. Generalmajor Heinrich Bürcky war am 15. November 1944 Divisionskommandeur geworden und blieb es bis zur Gefangennahme am 20. April 1945.
Die 159. Infanterie-Division bezog Stellung im Raum Thann-Sennheim-Hartmannsweilerkopf. Zunächst herrschte im Elsass und in Lothringen Ruhe bis zum 31. Dezember 1944; dann begann dort mit dem Unternehmen Nordwind die letzte deutsche Offensive an der Westfront. Nach schweren Kämpfen gegen amerikanische und französische Truppen westlich von Mühlhausen, bei denen zunächst im Dezember 1945 bis Januar 1945 der Durchbruch der durch eine US-amerikanische Panzerdivision verstärkten 1. französischen Armee verhindert wurde, erfolgte die Räumung des Brückenkopfes Elsass. In der Nacht 7./8. Februar 1945 überquerte die Division bei Neuenburg den Rhein.

## Vernichtung der Division
Bis Ende Februar 1945 erfolgte eine Auffrischung der Division hauptsächlich unter Aufnahme großer Teile der 716. Infanterie-Division. Als Reserve der Heeresgruppe G wurde die Division in Nachtmärschen vom 22. Februar bis 5. März 1945 in den Raum südlich von Landau verlegt. Entgegen der ursprünglichen Planung, die einen Einsatz am Westwall nördlich des Hagener Forst vorsah, erfolgte dann die Verlegung in den Raum Boppard, St. Goar und Bacharach. Ab dem 9. März 1945 wurde die Division dem LXXXIX. Armeekommando unter dem General der Infanterie Gustav Höhne unterstellt mit dem Auftrag, eine vierzig Kilometer breite Front von Koblenz bis Cochem zu halten. Kesselring besuchte die Gefechtsstände der 1. und 7. Armee am 13. März. Als er von dem SS-General Paul Hausser, dem Oberbefehlshaber der Heeresgruppe Oberrhein und anderen Kommandeuren darauf hingewiesen wurde, dass die Front nicht zu halten sei, erwiderte er, dass er ihre Bedenken zur Kenntnis genommen habe, er aber nur die Befehle von Hitler auszuführen habe, die Position zu halten.
Amerikanischen Truppen unter dem Befehl des Generals George S. Patton drangen gegen die Mosel vor, die die Stellung der 159. Infanterie-Division durchbrachen und die die Division im Rücken bedrohten. Mit viel Glück gelang es der Division, den Rhein zu überqueren.
In der Nacht zum 23. März 1945 überquerte die 5. US-Infanteriedivision den Rhein bei Oppenheim und bildete in kurzer Zeit einen Brückenkopf. Der Gegenangriff, an dem auch die 159. Infanterie-Division beteiligt war, schlug fehl. Der Gefechtsstand der Division befand sich zu diesem Zeitpunkt im Hauptpostamt Darmstadt, den Kesselring am Spätnachmittag des 23. März aufsuchte und Unterstützung zusage. Generalmajor Siegfried Runge, der als Führer für den Gegenangriff vorgesehen war, fiel am Abend des 23. März 1945 bei Groß-Gerau durch Artilleriebeschuss. Der Gegenangriff misslang, weil er ohne Vorbereitung und Unterstützung stattfand und mit unzulänglichen Mitteln, insbesondere fehlender Munition, gegen einen überlegenen Feind geführt wurde.
Am 22. März erhielt der Divisions-Kommandeur folgenden Befehl von der 7. Armee: „Division sammelt sich zur Verfügung der Armee in Reichenbach bei Bensheim“. Nach Lage der Dinge war aber nicht damit zu rechnen, dass noch wesentliche Teile der Division gesammelt werden konnten. Nach den Kämpfen hatte die 159. Infanterie-Division praktisch aufgehört als Kampfverband zu existieren.
Auf dem Rückzug in Richtung Osten befindliche Verbände der Division kamen auch in der Schlacht um Aschaffenburg (25. März – 3. April 1945) zum Einsatz.
Der Divisionsstab wurde am 20. April in Thüringen von den Amerikanern gefangen genommen.

## Veteranentreffen in Sennheim/Elsass
Im Jahr 1971 fand in Sennheim ein Treffen von Angehörigen der 159. Infanterie-Division statt, an dem auch ehemalige Offiziere der marokkanischen Division teilnahmen. Die deutsche Seite wurde von dem ehemaligen Divisionskommandeur Bürcky und die französische Seite von dem Commandanten Pierre Burger, dem Amtsgerichtsdirektor in Colmar, vertreten. In Anwesenheit einer französischen Ehrenwache und des französischen Generals Brulè, Kommandeur des 152. Infanterie-Regiments, wurden auf dem Soldatenfriedhof in Sennheim vor den französischen und deutschen Ehrenmalen Kränze zur Erinnerung an die französischen und deutschen Soldaten niedergelegt, die in beiden Weltkriegen im Elsass gefallen sind. Auf diesem Friedhof liegen 5758 gefallene deutsche Soldaten des Ersten Weltkrieges und etwa 1500 gefallene deutsche Soldaten des Zweiten Weltkrieges. Bei einem Empfang im Rathaus dankte der Bürgermeister Xavier Herrgott für die Noblesse des Divisionskommandeurs und seiner Soldaten während der Kampfhandlungen und wies darauf hin, dass sie in der damaligen Zeit die Bevölkerung vor dem Hungertode bewahrt hätten. Der Bürgermeister bat die deutschen Gäste, sich in das Goldene Buch der Stadt einzutragen, auf dessen erster Seite sich die Eintragung von General de Gaulle befindet.

## Personen
| Dienstzeit                           | Dienstgrad      | Name                     |
| ------------------------------------ | --------------- | ------------------------ |
| 26. August 1939 bis 1. Mai 1942      | Generalleutnant | Albert Fett              |
| 1. Mai bis 20. September 1942        | Generalleutnant | Karl Sachs               |
| 20. September 1942 bis 20. Juni 1944 | Generalleutnant | Hermann Meyer-Rabingen   |
| 1. Juli bis 6. September 1944        | Generalleutnant | Albin Nake               |
| 6. September bis 8. September 1944   | Generalmajor    | Axel Schmidt             |
| 19. Oktober bis 11. Dezember 1944    | Oberst d. Res.  | Friedrich-Wilhelm Dernen |
| 11. Dezember 1944 bis 20. April 1945 | Generalmajor    | Heinrich Bürcky          |

| Dienstzeit                        | Dienstgrad  | Name         |
| --------------------------------- | ----------- | ------------ |
| August 1939 bis Ende Juni 1944    |             | unbekannt    |
| Ende Juni 1944 bis 20. April 1945 | Major i. G. | Kurt Pickart |

## Gliederungen
Die Gliederung der Division wechselte mehrfach. Die nachstehende Gliederung wurde der französischen Wikipedia entnommen. Weitere Gliederungsübersichten befinden sich in den Büchern von Samuel W. Mitcham und Georg Tessin.
Division Nr. 159
- Infanterie-Ersatz-Regiment 9 (Marburg)
- Infanterie-Ersatz-Regiment 15 (Hanau)
- Infanterie-Ersatz-Regiment 214 (Aschaffenburg)
- Infanterie-Ersatz-Regiment 251 (Friedberg)
- Artillerie-Ersatz-Regiment 9
- Panzerjäger-Ersatz-Abteilung 9 (Büdingen)
- Pionier-Ersatz-Bataillon 9 (Aschaffenburg)
- Pionier-Ersatz-Bataillon 19 (Hanau)
- Eisenbahn-Pionier-Ersatz-Bataillon 3 (Hanau)
- Nachrichten-Ersatz-Abteilung 9 (Hofgeismar)
- Kraftfahr-Ersatz-Abteilung 9 (Hersfeld)
- Kraftfahr-Ersatz-Abteilung 29 (Fulda)
- Fahr-Ersatz-Abteilung 9 (Fulda)

159. Reserve-Division
- Reserve-Infanterie-Regiment 214 (im Mai 1943 als Grenadier-Regiment 870 an die 356. Infanterie-Division)
- Reserve-Infanterie-Regiment 251 (St. Etienne, ab Mai 1943 als Reserve-Grenadier-Regiment 251)
- Reserve-Grenadier-Regiment 9 (Lyon) (im Mai 1943 von der 189. Reserve-Division)
- Reserve-Artillerie-Abteilung 9 (Valbonne)
- Reserve-Pionier-Bataillon 15 (Tournon)
- Reserve-Divisions-Nachschubführer 1059 (Bourg)

159. Infanterie-Division
- Grenadier-Regiment 1209 (aus Reserve-Grenadier-Regiment 9)
- Grenadier-Regiment 1210 (aus Reserve-Infanterie-Regiment 251)
- Grenadier-Regiment 1211 (ab Januar 1945 aus Teilen des Grenadier-Regiments 933 der 244. Infanterie-Division)
- Füsilier-Bataillon 159
- Artillerie-Regiment 1059 (aus der Heeres-Artillerie-Abteilung 1181)
- Artillerie-Abteilung Büttner
- Panzerjäger-Abteilung 1059 (ab Januar 1944 mit einer Jagdpanzer-Kompanie der 716. Infanterie-Division)
- Pionier-Bataillon 1059 (aus Reserve-Pionier-Bataillon 15 der 159. Reserve-Division)
- Nachrichten-Abteilung 1059
- Feldersatz-Bataillon 1059
- Versorgungseinheiten 1059